# Дитина Бріджит Джонс
«Дитина Бріджит Джонс» (англ. Bridget Jones's Baby) — британська романтична кінокомедія режисерки Шерон Магвайр, що вийшла 2016 року. Стрічка є третьою у франшизі про Бріджит Джонс і продовженням фільму «Бріджит Джонс: Межі розумного» (2004). У головних ролях Рене Зеллвегер, Колін Ферт, Патрік Демпсі.
Вперше фільм вийшов 14 вересня 2016 року у світі, а в Україні у широкому кінопрокаті показ фільму розпочався 15 вересня 2016 року.

## Сюжет
43-річна телепродюсерка Бріджит Джонс завжди мріяла про щасливе сімейне життя. Після офіційного розриву стосунків з Марком Дарсі вона досі неодружена, хоча й розглядає Марка як запасний варіант. Але з ніг на голову все ставить зустріч Бріджит з американцем Джеком, повною протилежністю Марка. Згодом Бріджит дізнається, що вагітна, проте вона не знає, хто з них батько дитини.

## У ролях
| Актор          | Персонаж      | Роль             |
| -------------- | ------------- | ---------------- |
| Рене Зеллвегер | Бріджит Джонс | телепродюсерка   |
| Колін Ферт     | Марк Дарсі    | колишній Бріджит |
| Патрік Демпсі  | Джек Квант    | американець      |
| Саллі Філліпс  | Шерон         |                  |
| Джеймс Калліс  | Том           |                  |

## Створення фільму

### Знімальна група
- Кінорежисерка — Шерон Магвайр
- Сценаристи — Гелен Філдінґ, Емма Томпсон і Ден Мазер
- Кінопродюсери — Тім Беван, Ерік Феллнер і Дебра Гейворд
- Виконавчі продюсери — Ліза Чейсін, Гелен Філдінг і Амелія Грейнджер
- Композитор — Крейг Армстронг
- Кінооператор — Ендрю Данн
- Кіномонтаж — Мелані Олівер
- Підбір акторів — Ніна Ґолд
- Художник-постановник — Джон Пол Келлі
- Артдиректор — Девід Гіндл і Джонатан Голдін
- Художник по костюмах — Стівен Нобл[8].

### Виробництво
Знімання стрічки розпочали 2 жовтня 2015 року у Великій Британії і завершились 27 листопада 2015 року.

## Сприйняття

### Оцінки та критика
Від кінокритики фільм отримав схвальні відгуки: Rotten Tomatoes дав оцінку 77 % на основі 174 відгуків від критиків зі середньою оцінкою 6,3/10. Загалом на сайті фільм має схвальні оцінки, фільму зарахований «стиглий помідор» від фахівців, Metacritic — 59/100 на основі 42 відгуки критиків, загалом від критиків фільм отримав змішані відгуки, IGN — 7,0/10 (хороший).
Від пересічних глядачів фільм теж отримав схвальні відгуки: на Rotten Tomatoes 74 % від глядачів зі середньою оцінкою 3,8/5 на основі 16 266 голосів, фільму зарахований «попкорн», на Metacritic — 7,1/10 від глядачів на основі 59 голосів. Internet Movie Database — 6,9/10 (25 969 голосів)
Українська кінокритикиня Надія Заварова у рецензії на фільм написала, що «герої й правда заслужили та любов публіки, і численні щасливі фінали в усіх сиквелах, вони дійсно все ще чарівні й смішні, але ще більше вони заслужили, щоб їм нарешті дали спокій».

### Касові збори
Під час показу в Україні, що розпочався 15 вересня 2016 року, протягом першого тижня на фільм було продано 56 696 квитків, фільм показали у 213 кінотеатрах і він зібрав 4 145 062 ₴, або ж 160 388 $ , що на той час дозволило йому зайняти 1 місце серед усіх прем'єр.
Під час показу у США, що розпочався 16 вересня 2016 року, протягом першого тижня фільм показали у 2 927 кінотеатрах і він зібрав 8 240 715 $, що на той час дозволило йому зайняти 3 місце серед усіх прем'єр. Показ фільму тривав 49 днів (7 тижнів) і завершився 3 листопада 2016 року, зібравши за цей час у прокаті у США 24 139 805 доларів США, а у решті світу 187 700 000 $ (за іншими даними 184 051 262 $), тобто загалом 211 839 805 доларів США (за іншими даними 208 191 067 $) при бюджеті 35 млн доларів США.

## Музика
Музику до фільму «Дитина Бріджит Джонс» написав Крейг Армстронг, саундтрек вийшов 16 вересня 2016 року на лейблі «Interscope Records».
| Список треків | Список треків                                | Список треків          | Список треків |
| #             | Назва                                        | Виконавець             | Тривалість    |
| ------------- | -------------------------------------------- | ---------------------- | ------------- |
| 1.            | «Still Falling For You»                      | Ellie Goulding         | 4:03          |
| 2.            | «Meteorite»                                  | Years & Years          | 3:27          |
| 3.            | «Reignite (Knox Brown x Gallant)»            | Gallant and Knox Brown | 3:25          |
| 4.            | «Thinking Out Loud (Campfire Version)»       | Ed Sheeran             | 4:12          |
| 5.            | «Hold My Hand»                               | Jess Glynne            | 3:46          |
| 6.            | «Slave To The Vibe (Radio Edit)»             | Billon                 | 2:48          |
| 7.            | «King»                                       | Years & Years          | 3:34          |
| 8.            | «Run»                                        | Tiggs Da Author        | 2:50          |
| 9.            | «Fuck You [Explicit]»                        | Lily Allen             | 3:41          |
| 10.           | «The Hurting Time»                           | Annie Lennox           | 7:33          |
| 11.           | «Jump Around»                                | House Of Pain          | 3:37          |
| 12.           | «That Lady, Pts. 1& 2»                       | The Isley Brothers     | 5:36          |
| 13.           | «Walk On By»                                 | Dionne Warwick         | 2:57          |
| 14.           | «Just My Imagination (Running Away With Me)» | The Temptations        | 3:49          |
| 15.           | «I Heard It Through The Grapevine»           | Marvin Gaye            | 3:14          |
| 16.           | «We Are Family (Single Version)»             | Sister Sledge          | 3:37          |
| 17.           | «Ain't No Stoppin' Us Now»                   | McFadden & Whitehead   | 3:37          |
| 18.           | «Race To Mark's Flat»                        | Craig Armstrong        | 2:13          |
| 19.           | «Wedding»                                    | Craig Armstrong        | 3:08          |
| 1:11:07       |                                              |                        |               |

### Виноски
1. ↑  ČSFD — 2001.
2. 1 2  Bridget Jones's Baby: Release Info (англ.). Internet Movie Database. Архів оригіналу за 21 жовтня 2016. Процитовано 5 вересня 2016.
3. 1 2  Дитина Бріджит Джонс. Kino-teatr.ua. Архів оригіналу за 26 серпня 2016. Процитовано 5 вересня 2016.
4. 1 2  Meriah Doty (13 вересня 2016). Will ‘Blair Witch’ Beat ‘Bridget Jones’s Baby’ in Box Office Battle of Long-Delayed Sequels? (англ.). TheWrap. Архів оригіналу за 16 липня 2017. Процитовано 18 вересня 2016.
5. 1 2 3 4  Bridget Jones's Baby (англ.). Box Office Mojo. Архів оригіналу за 24 квітня 2016. Процитовано 14 грудня 2016.
6. 1 2 3 4  Bridget Jones's Baby (2016) (англ.). The Numbers. Архів оригіналу за 14 вересня 2016. Процитовано 14 грудня 2016.
7. ↑  Bridget Jones's Baby (2016) (англ.). AllMovie. Архів оригіналу за 25 вересня 2016. Процитовано 5 вересня 2016.
8. ↑  Bridget Jones's Baby: Full Cast & Crew (англ.). Internet Movie Database. Архів оригіналу за 21 листопада 2016. Процитовано 5 вересня 2016.
9. ↑  Ali Jaafar (9 вересня 2015). Patrick Dempsey Joining ‘Bridget Jones’s Baby’ For Working Title (англ.). deadline.com. Архів оригіналу за 10 вересня 2016. Процитовано 5 вересня 2016.
10. ↑  SSN Insider Staff (4 грудня 2015). On the Set for 12/4/15: Gal Gadot Grabs Her Lasso for ‘Wonder Woman’, Brad Pitt Wraps ‘War Machine’, ‘Resident Evil’ Team Finish Final Chapter (англ.). SSN Insider. Архів оригіналу за 10 червня 2017. Процитовано 5 вересня 2016.
11. 1 2  Bridget Jones's Baby (англ.). Rotten Tomatoes. Архів оригіналу за 13 грудня 2016. Процитовано 15 грудня 2016.
12. 1 2  Bridget Jones's Baby (англ.). Metacritic. Архів оригіналу за 20 вересня 2016. Процитовано 15 грудня 2016.
13. ↑  Leigh Singer (13 вересня  2016). Bridget Jones's Baby review (англ.). IGN.com. Архів оригіналу за 14 вересня 2016. Процитовано 14 вересня 2016.
14. ↑  Bridget Jones's Baby (англ.). Internet Movie Database. Архів оригіналу за 7 січня 2019. Процитовано 15 грудня 2016.
15. ↑  Надія Заварова (15 вересня  2016). «Дитина Бріджит Джонс»: мрія про старі граблі. Cultprostir. Архів оригіналу за 30 вересня 2016. Процитовано 30 вересня 2016.
16. ↑  Олексій Першко (20 вересня 2016). Бокс-Офіс 37 (2016): Слідом за британцями. Kino-teatr.ua. Архів оригіналу за 27 вересня 2016. Процитовано 25 вересня 2016.
17. ↑  Bridget Jones's Baby — Ukraine Weekend Box Office (англ.). Box Office Mojo. Архів оригіналу за 26 вересня 2016. Процитовано 25 вересня 2016.
18. ↑  filmmusicreporter (27 серпня 2015). ‘Bridget Jones’s Baby’ Soundtrack Details (англ.). Film Music Reporter. Архів оригіналу за 24 вересня 2016. Процитовано 23 вересня 2016.
19. ↑  Bridget Jones's Baby (Original Motion Picture Soundtrack) (англ.). Amazon.com, Inc. Процитовано 23 вересня 2015.